# Universidad Loyola Maryland
Universidad Loyola Maryland (Loyola University Maryland en inglés y oficialmente) es una universidad privada, católica, de la Compañía de Jesús (Jesuitas), ubicada en Baltimore (Maryland, Estados Unidos de América). Forma parte de la Asociación de Universidades Jesuitas (AJCU), en la que se integran las 28 universidades que la Compañía de Jesús dirige en los Estados Unidos. Es la novena más antigua de ellas y la primera en adoptar el término Loyola, en memoria del fundador de la Compañía de Jesús. 

## Historia
Se fundó como Loyola College en una casa de Holliday Street, en el centro de Baltimore en 1852. En 1855 se mudó al barrio de Mount Vernon, y, finalmente, en 1922 al campus actual de Evergreen, situado al norte del centro de la ciudad.
Se fundó como universidad masculina, pero en 1971 absorbió una universidad femenina que se encontraba en dificultades económicas, Mount Saint Agnes College, y pasó a ser una institución mixta.
En 1977 añadió el topónimo Maryland, pasando a denominarse Loyola College in Maryland para diferenciarse mejor de las otras tres universidades jesuitas que ostentan la denominación de Loyola (Chicago, Nueva Orleans y Los Ángeles), y el 15 de agosto de 2009 volvió a cambiar de nombre al actual.

## Vida Estudiantil
Loyola tiene más de 150 organizaciones estudiantiles para cubrir las inquietudes extracurriculares de sus alumnos. También cuenta con cadena de televisión propia, "WLOY TV" y de radio, "WLOY". El periódico universitario se titula "The Greyhound".
Se ofrece la posibilidad a los estudiantes de participar en el programa de formación de reservas (ROTC). También destaca el Centro de Ayuda a la Comunidad y la Justicia (CCSJ) que ofrece la posibilidad de realizar muy diversas actividades de voluntariado, y en el que participan el 60% de los estudiantes. 
En cuanto a la vida nocturna, la universidad tiene una política de prohibición de bebidas alcohólicas en el campus, y no cuenta con hermandades. Por ello, la mayoría de los estudiantes acude a bares de York Road (Craig's Favorite Pub, Zen West, etc) o a los bares del centro de Baltimore, especialmente a la zona de Fell's Point.

## Campus
El campus universitario principal ocupa 79 acres en las afueras de Baltimore, en uno de los mejores barrios residenciales de la ciudad, Guilford, a 15 minutos en coche del puerto. También mantiene propiedades en Timonium y Columbia para clases de postgrado, y 20 acres más en las montañas occidentales de Maryland, donde se encuentra el centro de retiro Rising Phoenix Retreat Center.
La universidad ofrece estudios en más de 40 disciplinas, destacando su centro de negocios (Sellinger Business School). Los estudiantes vienen de más de 34 estados de los Estados Unidos de América y de otros 20 países. Destaca además que hay una mayoría femenina de estudiantes (64%), y que a pesar de que la ciudad de Baltimore tiene una población mayoritariamente de color, la universidad apenas muestra un 19% de estudiantes afroamericanos. 
Aunque la universidad no es muy grande ofrece a sus estudiantes la posibilidad de alojarse en diferentes residencias y apartamentos dentro de su recinto (el 84% de los estudiantes residen en el campus). Además, la universidad consta de zonas verdes, un supermercado, zona de comedor para estudiantes y 4 pequeñas zonas de alimentación entre las que se encuentran Starbucks y Red Mango.

## Deportes
Loyola compite con 18 equipos en División I de la NCAA y pertenece a la Patriot League.